# Kommos

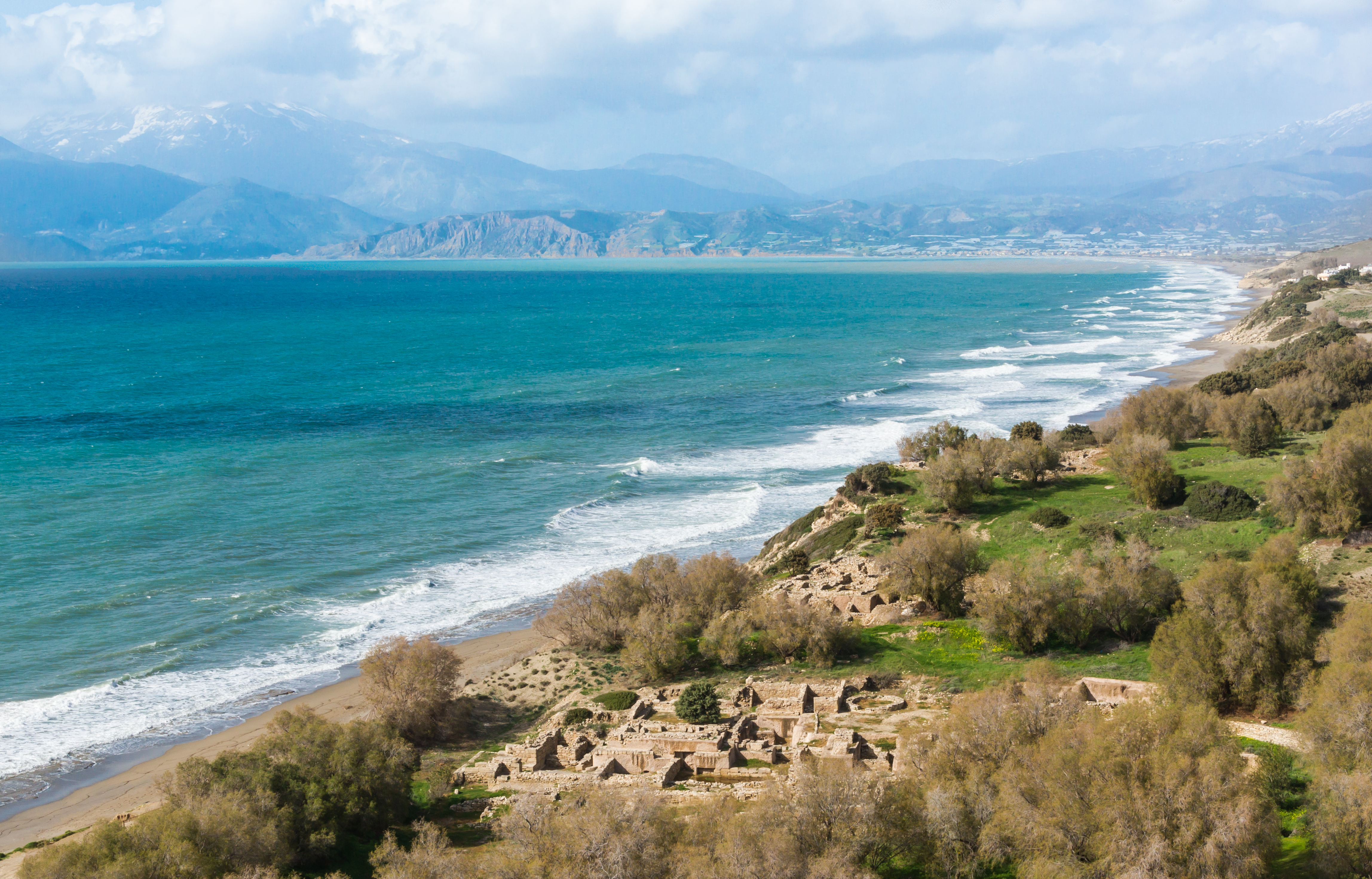
Panoramica di Kommos

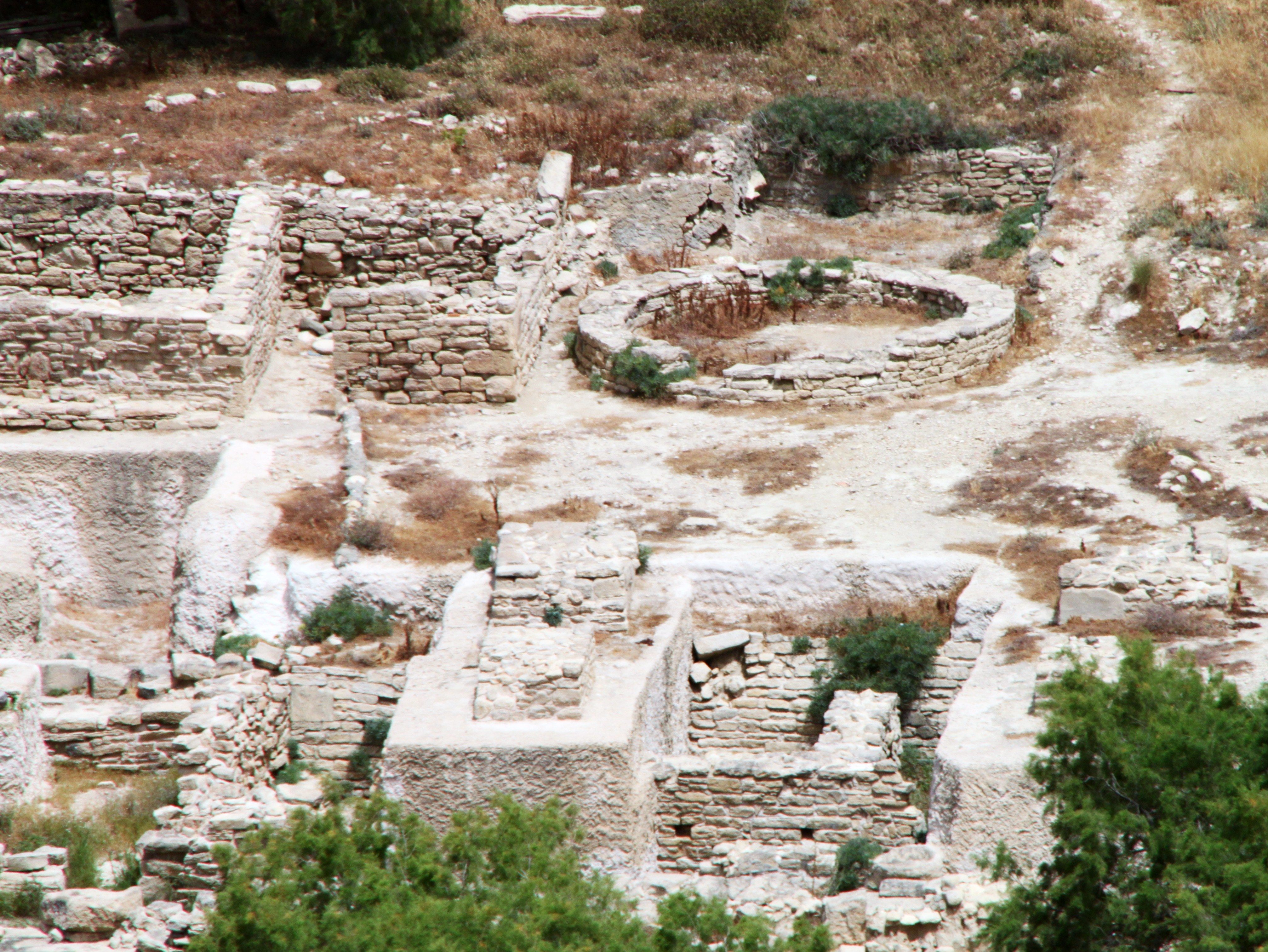
Le rovine

Kommos (greco: Κομμός) è un sito archeologico dell'età del bronzo situato nella parte meridionale dell'isola di Creta, in territorio del comune di Festo. Si tratta di un antico porto, molto importante per i traffici verso il Vicino Oriente sia in periodo protostorico sia in periodo storico. Il suo nome in antichità era probabilmente Amyklaion (greco Αμύκλαιον) che riflette un legame con Amyclae. Robin Lane Fox ha ipotizzato che sia menzionato nell'Odissea 3.296: "Una piccola roccia trattiene le grandi onde". La piccola roccia è stata identificata con la barriera naturale della Papadoplaka e un arenile oggi sommerso, che si estendeva verso la costa, avrebbe formato un porto naturale. Il sito ha attirato l'attenzione di archeologi nel 1924, quando Arthur Evans sentì parlare di serbatoi di stoccaggio di grandi dimensioni, speculando sull'esistenza di una "dogana" dell'età del bronzo; gli scavi furono eseguiti da J.W. e Maria Shaw a partire dal 1976. 
Il sito non è conforme al tradizionale stile "Palaziale" dei minoici. Costruito sopra le rovine di un piccolo insediamento dell'età della pietra, il sito include un'unica dimora di "lusso", sei abitazioni di dimensioni ragguardevoli sulla collina a nord e un labirinto di stanze di pietra in cima alla collina di una comunità di contadini e pescatori.
Anche se il suo uso originario è discusso, il sito fu abbandonato più volte durante la sua vita. Durante questi periodi, parti del sito furono utilizzate come industrie di ceramica, con un grande forno ancora in evidenza. L'utilizzo finale del "Palazzo" vide il cortile principale convertito in "capannoni per le navi", ottenuti abbattendo il muro verso il mare e costruendo camere lunghe e strette aperte su una delle estremità. Una sezione pavimentata di strada, che passa attraverso il sito, insieme con la conversione del palazzo in riparo per navi suggeriscono che il sito funse da porto e dogana di un insediamento più grande. Nelle vicinanze si trovano le rovine dell'insediamento minoico di Festo e del suo palazzo, uno dei principali centri culturali della Creta minoica.
Resti di ceramiche provenienti da Cipro, dall'Egitto e dalla Sardegna testimoniano l'ampia sfera di contatti commerciali di cui godevano i cittadini di Kommos nell'età del bronzo.